# Grajewo
Grajewo è una città polacca del distretto di Grajewo nel voivodato della Podlachia.
Ricopre una superficie di 18,93 km² e nel 2006 contava 22444 abitanti.

## Storia

### Simboli
Sebbene Grajewo sia stata fondata all'inizio del XV secolo, secondo la legge del tempo poteva dotarsi di uno stemma solo dopo aver ricevuto i diritti di città, e questi furono concessi dal re Sigismondo il Vecchio con il Diritto di Magdeburgo, su richiesta dei suoi proprietari, i fratelli Jan e Jakub Grajewski, il 12 luglio 1540 ma non vi sono informazioni riguardo la concessione di un emblema cittadino.
Grajewo appartenne prima alla famiglia Grajewski (fino al 1692), e poi alla famiglia Wilczewski (fino al 1864), pertanto, sembra ragionevole affermare che in quel periodo la città utilizzasse come simbolo distintivo il blasone dei suoi proprietari.
Le prime testimonianze dello stemma azzurro con il lupo passante davanti a  tre conifere verdi risale agli anni Trenta del XX secolo e sembra non avere un significato particolare se non quello di presentare il carattere boschivo della zona. Il colore del lupo è cambiato nel corso degli anni e da nero è passato al rosso dello stemma attuale.